# PDP-11

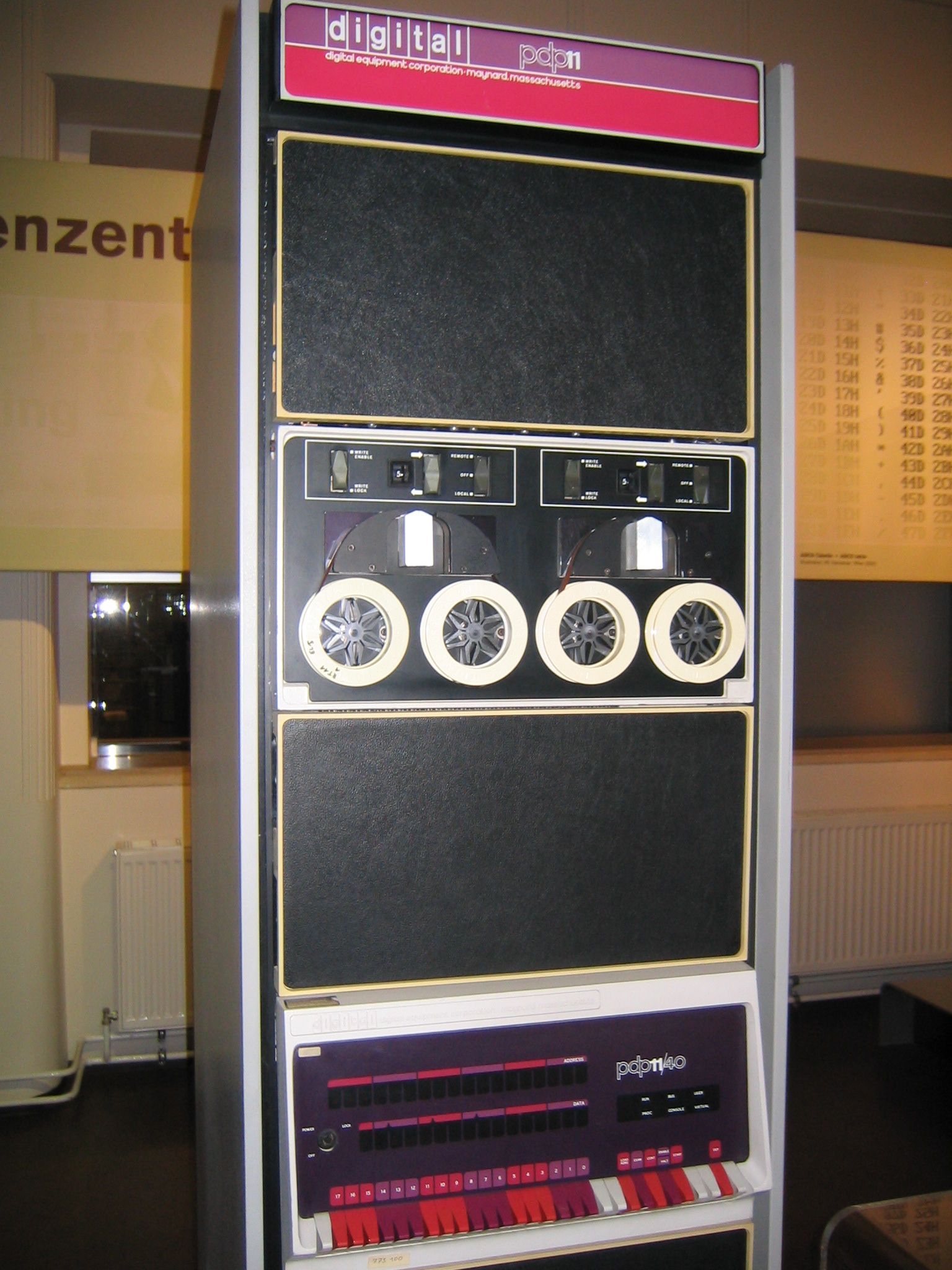
En äldre PDP-11/40 i Wiens tekniska museum. Upptill en Dectape magnetbandsstation.

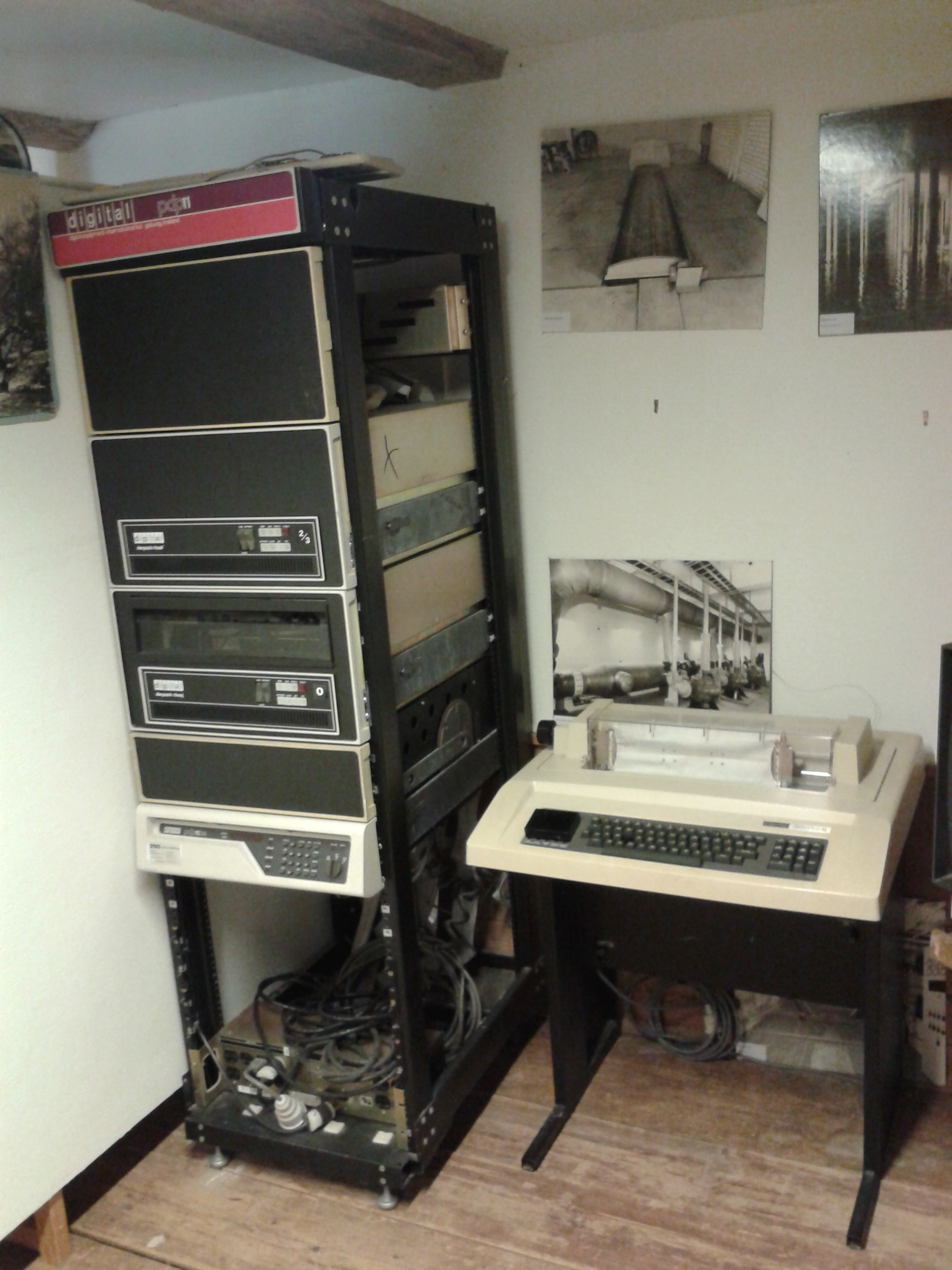
En lite nyare PDP-11 utställd i Gamla Linköping. Till höger en Decwriter skrivande terminal. Denna dator användes för att styra vattenproduktion och ledningssystem i Linköping under 1970 och 80 talet

PDP-11 var en serie 16-bits minidatorer sålda av Digital Equipment Corporation (DEC) från 1970 fram till 1990-talet, en i en följd av produkter i PDP-serien. PDP-11 ersatte PDP-8 i många realtidsapplikationer, även om båda produktlinjerna fortlevde parallellt i mer än 10 år. PDP-11 hade flera unika innovativa funktioner och var lättare att programmera än sina företrädare till stor del på grund av dess ortogonala arkitektur. Dess efterföljare i minidatornischen var 32-bits VAX-11.
Funktioner i PDP-11 hade inflytande på utformningen av mikroprocessorer som Motorola 68000; funktioner i datorns operativsystem, såväl som andra operativsystem från Digital Equiplement, hade inflytande på andra operativsystem som CP/M och därmed även MS-DOS. Den första officiellt namngivna versionen av Unix kördes 1970 på en PDP-11/20. Det sägs ofta att programmeringsspråket C drog nytta av flera PDP-11-specifika lågnivåprogrammeringsfunktioner, även om detta inte var planerat från början av språkets skapare.